# セルゲイ・アスラマジャン
セルゲイ・ザハロヴィチ・アスラマジャン（アルメニア語: Սերգեյ Զաքարի Ասլամազյան,ロシア語: Сергей Захарович Асламазя́н, ラテン文字:Sergei Zakharovich Aslamazyan、1897年1月27日 - 1978年9月27日）は、アルメニアの作曲家でチェリスト。

## 経歴
1897年、ロシア帝国下のモズドク生まれ。1927年にモスクワ音楽院を卒業。1929年まで同学院の研究科で学ぶ。
1925年に創立されたコミタス弦楽四重奏団(Komitas Quartet)に加わり、1968年まで同四重奏団のチェリストを務めた。またコミタス・ヴァルダペット（en:Komitas Vardapet）の作品を弦楽四重奏用に編曲した。
教育者として1947年よりも母校のモスクワ音楽院で教鞭をとった。1978年にモスクワでなくなり、モスクワのアルメニア墓地に眠る。

## 受賞・栄典
- 1945年：アルメニア共和国人民芸術家の称号を受ける。
- 1946年：スターリン賞を受賞。

## 作品
- ヴィオラとピアノのためのメロディー
- 弦楽四重奏のためのアルメニア民謡組曲（1950）
- 弦楽四重奏のためのパガニーニの主題による変奏（1961）